# 시멘트

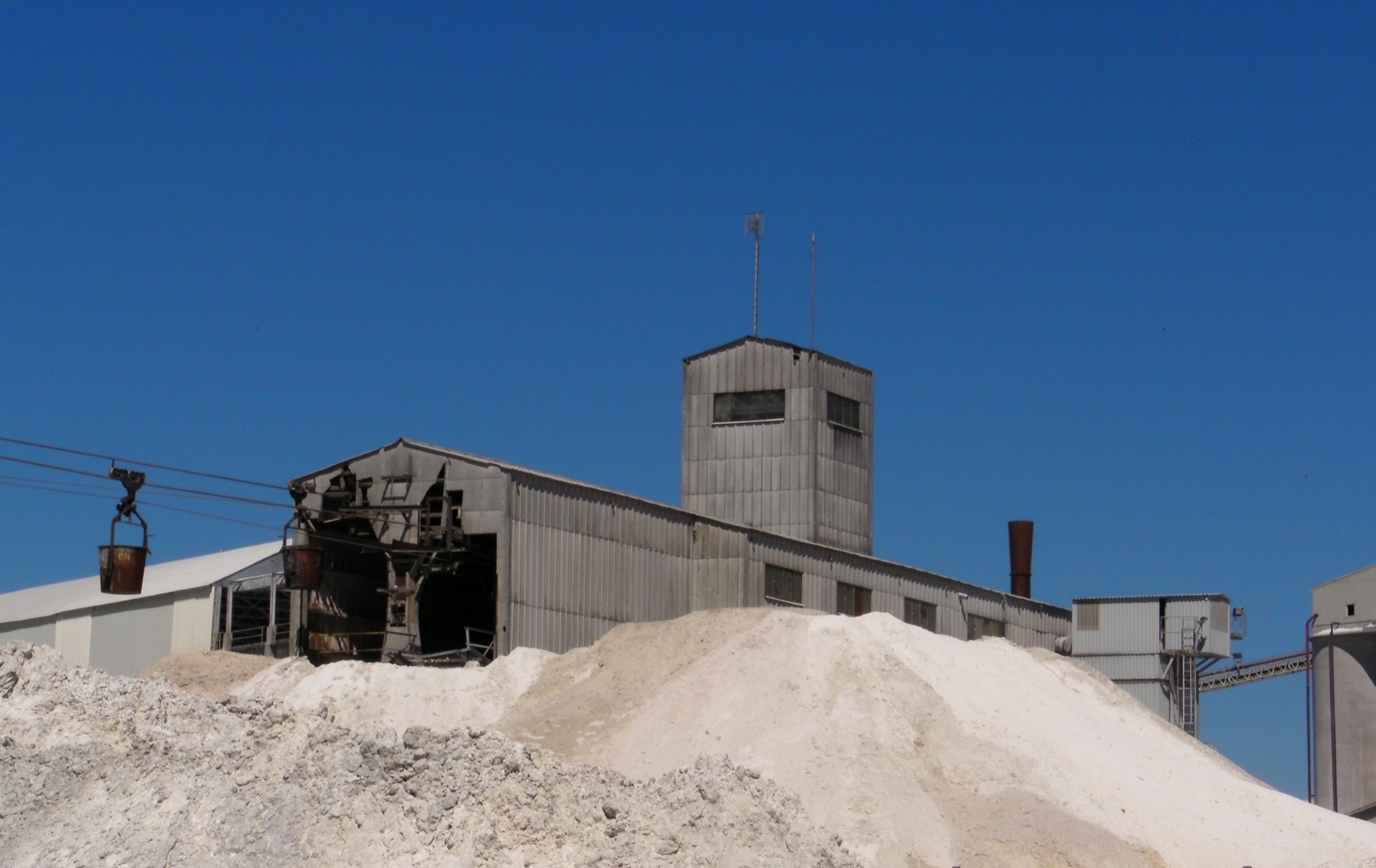
시멘트 생산을 위해 석회암을 운반하고 있다.(1941-1997) 스웨덴 코핑의 세계에서 최고 길이 삭도

2010년 전 세계 시멘트 생산량

2010년 전 세계 시멘트 용적

 시멘트(cement, 일본어: セメント 세멘토[*], 문화어: 세멘트)는 가장 일반적인 의미로 결합재이며, 물과 반응하여 굳고 단단해지는 물질이자, 다른 재료들과 함께 굳힐 수 있다. 단어 "시멘트"는 콘크리트를 닮은 벽돌공사를 묘사하기 위해 "opus caementicium"이라는 용어를 사용한 로마인들까지 거슬러 올라가며 결합재로서 태운 석회와 조각난 암석으로부터 만들어졌다. 한국어로 '양회'는 시멘트를 가리키는 순화어이다.
수경성(물에 의해 굳어지는 성질)의 결합재를 얻기 위해 태운 석회에 부가되었던 화산재와 가루가 된 벽돌 첨가물들이 멘트를 포틀랜드 시멘트(portland cement), 혼합시멘트(blended cement) 및 특수시멘트(special cement)로 분류한다.
시멘트의 가장 중요한 용도는 모르타르와 콘크리트를 만드는 것이며, 이들은 보통 주변 환경에 잘 버티는 튼튼한 건물을 짓기 위한 골재들을 결합시키는 용도로 쓰인다.

## 역사
시멘트의 어원은 라틴어 부순돌(caeder)이라는 뜻인 caementum이 cement로 바뀌었으며, 넓은 의미의 시멘트란 물질과 물질을 접합시키는 성질을 가진 모든 재료를 말한다. 시멘트질 결합재료로서 가장 오래된 것은 석고를 구워만든 소석고(燒石膏)이다. 소석고를 이용해 건설된 건축물로는 BC 2500년 경에 건설된 이집트 피라미드가 있다. 피라미드에는 소석고와 모래를 섞은 모르타르를 사용하였으며, 석재의 줄눈에 사용되었다. 덧붙여 이때 사용된 소석고는 기경성 시멘트이다. 석회석을 구워 만든 소석회(消石灰)가 시멘트로 쓰이기 시작한 것은 그리스 시대부터로, 고대 그리스에서는 소석회나 산토린(Santorin) 섬에서 나온 화산재를 섞어 모르타르나 물잔 등을 만들었다. 로마에서는 나폴리 만 주위의 베수비우스 산 또는 포조리 마을 근처에서 발견된 화산재를 포조라나(Pozzolana)라고 불렀다.
그리스, 로마 시대부터 18세기 말까지 소석고, 소석회, 화산재 등을 원료로 수경성 결합체를 만들어 구조물에 사용했다. 1796년 영국의 제임스 파커(James Parker)는 점토 불순물을 함유한 석회석 덩어리를 소성한 천연 수경성 시멘트(로만 시멘트)로 특허를 얻었으며, 1813년 프랑스인 비까(Louis Vicat)는 석회석과 점토를 조합한 혼합물을 소성하여 인공적인 수경성 석회를 제조했고, 1816년 프랑스에서 로만 시멘트(Roman cement)라는 것을 사용해서 콘크리트로 만든 대형 교량이 출현했고, 1822년 제임스 프로스트(James Frost)는 영국에서 비슷한 방법을 소개했고, 이후 1824년 영국인 조셉 애스프딘(Joseph Aspdin)은 수경성 모르타르 원료인 결합재를 인공적으로 제작하는데 성공해서, “인조석 제조법의 개량”으로 특허를 얻어 포틀랜드 시멘트라고 불렀다. 1845년 이삭 존슨(Issac Johnson)은 포틀랜드 시멘트의 단점을 대치하여 소괴를 사용하고, 점토와 석회의 적당한 조합비를 결정하는 등 과학적인 근거에 입각한 시멘트계의 공로자이다.
미국에서는 1818년 이미 천연시멘트가 생산되었는데, 1871년 데이비드 세일러(David Saylor)는 포틀랜드 시멘트의 특허를 받았다.
캐나다에서는 1830년에 석회와 수경성 시멘트를 최초로 생산하였고, 1822년 독일에서 슬래그 30% 혼합 고로 슬래그 시멘트가 개발되었으며, 일본에서는 1890년 경 시멘트 생산이 시작되었다.

### 한국의 시멘트 역사
한반도의 첫 시멘트 공장은, 1919년 12월 일본 최대의 시멘트 회사였던 오노다(小野田) 시멘트 회사에서 평안남도 동부군 승호리의 경의선 철로변에 세운 것으로 연간 6만 톤의 생산능력을 갖고 있었다. 이 공장은 제1차 세계대전이 끝나면 일본이 만주 및 중국 시장에 진출할 수 있도록 발판을 미리 마련하기 위해 세워졌다.
한반도 남부에 세워진 최초의 시멘트 공장은 1942년 삼척 공장으로 8만 톤 규모이며, 1945년 해방 당시 한국내 6개 공장의 생산 능력은 약 170만 톤 정도였다. 그 후 1957년 문경에 대한양회 문경공장이 준공되었다.
대한민국의 시멘트 공업은 1962년 제1차 경제개발 5개년 계획에 따라 시멘트 산업을 국가기간산업으로 적극 육성하게 되어, 1964년 쌍용, 한일, 현대시멘트가 건설 되었고, 1966년 아세아 시멘트, 1969년 성신양회가 건설되었다.
1971년에는 대한민국의 시멘트 생산능력이 700 만톤에 이르게 되었다. 그 후로도 토목사업 위주의 경제성장에 따라 시멘트의 수요는 날로 증가하여 1973년 고려시멘트, 1985년 한라시멘트가 건설되었다.
1997년에는 총 시멘트 생산량이 6,000만 톤으로 역사상 최대치를 보였다. 대한민국은 2009년 기준으로 세계 7대 시멘트 생산국이며, 세계 5대 시멘트 소비국이다. 주요제조사는 삼표시멘트, 쌍용양회공업, 한일시멘트(2017년 현대시멘트 인수) 아시아-한라, 성신양회.한국C&T,고려시멘트,유니온이 있다.

## 시멘트가 고체화되는 원리
시멘트를 물로 반죽하면 돌처럼 굳어지는데, 이것은 시멘트 성분이 물과 반응하여서 새로운 조직으로 되기 때문이다. 포틀랜드 시멘트는 주성분으로서 규산삼칼슘(3CaO·SiO2)과 규산이칼슘(2CaO·SiO2)이 들어 있는데, 물이 가해지면 각각 다음과 같은 화학변화를 일으킨다.
2(3CaO·SiO2) ＋ 6H2O → (3CaO·2SiO2·3H2O) ＋ 3Ca(OH)2
2(2CaO·SiO2) ＋ 4H2O → (3CaO·2SiO2·3H2O) ＋ Ca(OH)2
즉 불안정한 규산칼슘이 분해되어 결정성의 안정된 2개의 물질로 된다. 이러한 조직의 결합과 결정화에 의해 시멘트에 강도가 생긴다고 한다. 또 위 반응에 의해 생긴 수산화칼슘(Ca(OH)2)이 다시 공기중의 이산화탄소를 흡수하여 경화성(硬化性)의 탄산칼슘(CaCO3)으로 되는 것도 시멘트의 경도를 증가시키는 한 원인이 된다.

## 시멘트의 구성
전형적인 포틀랜드 시멘트의 화학성분을 고려했을 때
- 석회(CaO) 약 63 %
- 실리카(SiO2) 약 23 %
- 알루미나(AI2O3) 약 6 %  및 기타 성분으로 이루진다.

주요원료
- 석회석
- 점토
- 기타 혼합재(응결지연제인 석고나 경화촉진제인 염화칼슘 등)

## 콘크리트(concrete)
시멘트는 모래·자갈과 함께 혼합하여 물로 개어 사용하는 경우가 가장 많다. 즉 모래나 자갈을 연결하는 접착제로서의 작용이다 이것이 콘크리트이며, 일반적으로 시멘트 1, 모래 2, 자갈 4의 비율로 섞는다. 콘크리트 혼합공장에서 공사장까지 콘크리트를 운반하는 믹서 차(mixer car)는 회전드럼 속에서 물과 시멘트와 자갈을 혼합하면서 달린다. 콘크리트는 압축하는 힘에 대해서는 강하지만, 꺾거나 잡아당기는 힘에 대해서는 약하다. 이 결점을 보완하기 위해 철근이나 철골을 넣어 굳힌다. 또 교량공사 등에 쓰이는 것으로, 사용할 때의 인장력(引張力)보다 더 강한 장력을 가하여 굳혀, 사용시에 가해지는 꺾임이나 잡아당기는 힘에 대항할 수 있는 장력을 가질 수 있도록 한 프리스트레스트 콘크리트 등이 있다. 이 콘크리트는 몹시 견고하여 철도의 침목으로도 쓰인다.

## 포틀랜드 시멘트
석고나 석회도 광물을 접착시키는 작용을 가졌지만, 석고로 만든 미술품이 잘 깨어지는 것으로도 알 수 있듯이 도로나 교량을 만들기에는 너무 약한 결점이 있다. 강도가 높은 시멘트를 만드는 일이 시멘트를 공업적으로 이용하는 데 있어 가장 큰 문제점이 되며, 이를 위해 고대부터 석회에 화산재를 섞거나, 점토를 섞는 등의 여러 가지 연구가 행하여졌다. 1824년 영국의 애스프딘(J. Aspdin, 1779∼1855)은 혼합한 원료를 구움으로써 시멘트를 만드는 데 성공하였다. 지금은 시멘트라 하면 이 애스프딘이 만든 시멘트를 가리킬 정도로 일반화되었다. 이 시멘트는 영국의 포틀랜드섬에서 산출되는 천연석과 색깔이나 형태가 비슷한 데서 포틀랜드 시멘트라 불리게 되었는데, 정확하게는 이것도 시멘트 재료의 하나에 지나지 않는다.

### 포틀랜드 시멘트 제조법
포틀랜드 시멘트의 원료는 석회석·점토가 거의 대부분이고, 약간의 산화철이 첨가되었다. 제조공정 가운데서 중요한 부분은 로터리 킬른(rotary kiln：回轉窯)이며, 원료가 이 곳에서 약 1,450 °C까지 가열되어 경단 모양의 클링커가 되어 나오며, 이 클링커를 분쇄한 것이 시멘트이다. 그러나 이것만으로는 물에 개었을 때 너무 빨리 굳으므로 토목공사를 하는 데는 불편하다. 이 결점을 보완하여 고화하는 시간을 연장시키기 위해, 클링커를 분쇄할 때 석고를 혼합한다. 이 석고는 여러형태의 황산 칼슘으로 대체될 수 있다.

### 포틀랜드 시멘트의 종류
포틀랜드 시멘트의 주성분 가운데서 규산삼칼슘은 규산이칼슘보다 경화반응이 빠르다. 그 때문에 빠른 시간 안에 고화시킬 필요가 있는 공사에는 규산삼칼슘이 많이 함유된 시멘트를, 천천히 굳히는 것이 좋을 때는 규산이칼슘이 많이 들어 있는 시멘트를 사용하는 것이 유리하다. 시멘트는 이처럼 약간의 성분차에 의해서도 그 성질이 크게 달라지므로, 사용 목적에 따라 시멘트의 성분과 굽는 방법을 바꾸어 여러 종류의 시멘트로 만들어 낸다.

#### 조강 포틀랜드 시멘트
3CaO·SiO2를 많이 넣은 것으로, 급한 공사에 알맞다. 그러나 너무 큰덩어리로 만들면 그 반응이 급격하기 때문에, 발열(發熱)이 크고 금이 가는 원인이 되는 수가 있다.

#### 저열 포틀랜드 시멘트
강도는 약간 떨어지지만 앞의 것에 비해 경화속도가 늦고 발열이 적으므로, 댐(dam)과 같은 큰 블록을 만들어도 금이 갈 염려가 없다.

#### 중용 포틀랜드 시멘트
조강과 저열 시멘트의 중간 성질의 것으로, 가장 많이 쓰이는 종류이다.

#### 혼합 시멘트
포틀랜드 시멘트의 클링커를 분쇄할 때 다른 성분을 섞어 그 성질을 조정하는 경우가 있다. 이것이 혼합 시멘트이며, 제철용 고로(高爐)에서 나오는 슬래그(slag：鑛滓)를 섞으면 바닷물의 침식에 대해 강한 시멘트가 된다. 이 시멘트는 강도는 약간 떨어지나 가격이 싸다. 또 석회와 같이 가벼운 물질을 섞으면 가벼운 무게의 제품을 만들 수 있다. 포졸란, 플라이애쉬 등도 있다.

## 포틀랜드 시멘트 이외의 시멘트
특수 시멘트로 저발열형 시멘트, 초속경 시멘트, 초조강 시멘트, 콜로이드 시멘트, 시멘트계 고화제 등이 있다.

### 알루미나 시멘트(alumina cement)
알루미나시멘트는 유럽에서 속경성 시멘트로서 개발되어 건축물에 많이 사용되었고 세계1, 2차 대전 때에는 진지구축 등 긴급공사용도로 널리 사용되었으나 장기적인 수화물의 전이현상으로 강도가 저하되는 결점이 있어 구조용으로는 사용되지 않고 알루미나 성분이 높아 고온에서도 경화체가 파괴되지 않는 특성을 이용하여 내화재료인 캐스타블 용도로 사용되며 긴급공사나 몰탈의 조강성을 위한 혼합용도로 사용된다.
알루미나 함량에 따라 40,50,70,80 등으로 분류되며 알루미나 함량이 높을수록 내화도가 높아 고급내화물의 용도로 사용된다.

### 마그네시아 시멘트(magnesia cement)
탄산 마그네슘을 가열하여 만든 것으로, 돌이나 모래 등을 접착시키는 시멘트작용 이외에도 톱밥을 접착시키는 등 목재에 대해서도 시멘트작용을 한다. 또 다른 시멘트와는 달리 표면에 광택을 낼 수도 있다.

### 슬레이트
슬레이트 시멘트에 대해 15∼20%의 중량비로 석면을 가하여 물로 반죽해서 굳힌 것을 석면 슬레이트라 부른다. 시멘트만으로 굳힌 것은 꺾임이나 잡아당기는 힘에 약하지만, 석면이 더해짐으로써 그 섬유의 힘으로 꺾임이나 인장력에 대한 강도가 높아진다. 주로 지붕이나 벽의 재료로 쓰인다.

### 기포 콘크리트
시멘트를 물로 반죽하여 굳힐 때, 거품을 생기게 하는 성분을 가하면 다공질(多孔質)의 가벼운 콘크리트가 만들어진다. 이것을 기포 콘크리트라 부르는데, 톱으로 자를 수도 있는 가공성(加工性)이 좋은 재료가 된다. 이 분야에서 새로운 건축재료가 많이 개발되고 있다.

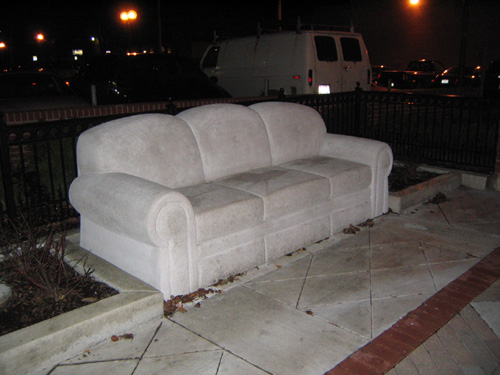
시멘트 소파.

### 블록과 기와
시멘트와 모래만을 물로 갠 것을 모르타르라 하는데, 이 모르타를 틀에 부어 굳힌 것으로 기와와 콘크리트 블록이 있다. 블록은 모르타르만으로 된 것 외에 속돌(輕石) 등을 섞어 만든 것도 있고, 단열성이 있는 것과 쌓기 편리하다는 이점이 있다.

## 시멘트제품의 착색
시멘트를 건축물의 벽재로서 사용할 경우, 시멘트에 착색을 하고 싶을 경우가 있다. 이 때는 바탕이 되는 시멘트의 색이 백색이어야 한다. 여기 쓰이는 시멘트가 백색시멘트라 불리는 것으로, 이것은 시멘트의 발색성분이 되는 철·망간 등이 섞이지 않도록 원료를 정선하여 만든 것이다. 이 시멘트를 물에 개면 석회성분이 용해되어 알칼리성이 되므로, 착색제로는 알칼리에 안정한 것을 사용해야 하며, 흑색을 내는 데는 카본 블랙, 적색은 산화 철(II), 녹색은 산화 크로뮴 등이 쓰인다. 이와 같은 시멘트를 컬러 시멘트라 부른다.

## 풍화
시멘트 보관을 잘못하는 경우 시멘트가 공기 또는 수분과 반응하여 풍화된다. 풍화의 결과 시멘트 강도발현이 저하되고, 응결 지연, 비중 감소, 강열감량이 증가하는 단점이 생긴다.

## 같이 보기
- 콘크리트
- 레미콘
- 분말도

## 참고 문헌
- Michael S. Mamlouk; John P. Zaniewski (2016). 《실험과 함께하는 건설재료학》. 동화기술. ISBN 9788942590896.
- 이 문서에는 다음커뮤니케이션(현 카카오)에서 GFDL 또는 CC-SA 라이선스로 배포한 글로벌 세계대백과사전의 내용을 기초로 작성된 글이 포함되어 있습니다.